# Perro de agua americano
El perro de agua americano (en inglés American Water Spaniel, y también abreviado como AWS) es una raza de perro de caza originaria de los Estados Unidos, que se desarrolló en Wisconsin durante el siglo XIX a partir del perro de agua irlandés y otras razas de spaniels ingleses. En 1985, fue designado como perro estatal de Wisconsin.

## Historia
El perro de agua americano es conocido desde mediados de 1800, pero los antecedentes de su verdadero origen son un misterio. La mayoría de los expertos han aceptado que fue desarrollado probablemente en los valles de los ríos Fox y Wolf de Wisconsin.
No hay documentación en cuanto a las razas específicas que fueron utilizadas para desarrollar el American Water Spaniel. Doc Pfeifer, que se hizo conocido por la obtención del reconocimiento de la raza en los años 20, estimaba que el AWS fue originado mediante el cruce entre el extinto English Water Spaniel, cuyo ancestro fue el perro de agua español y el spaniel de campo. Algunos han criticado dicha opinión y actualmente se acepta que la razas involucradas en el desarrollo del perro de agua americano fueron el English Water Spaniel, el perro de agua español, el spaniel de campo, el retriever de pelo rizado, el perro de agua irlandés y posiblemente el retriever de Chesapeake. Pfeifer dijo no ver ninguna influencia del Irish Water Spaniel hasta los años 1920.
El perro de agua americano fue desarrollado como un perro de caza en el periodo de la historia estadounidense de auge de la caza comercial de aves. Los cazadores necesitaban un perro que pudiera ser utilizado tanto en tierra como en la marisma y que cupiera fácilmente en una canoa o un skiff, sin ocupar mucho espacio. Este perro también tendría que proteger los resultados de la caza. Se ha señalado, por diversos historiadores de razas de perro, que los cazadores del Medio Oeste estadounidense hicieron amplio uso de este perro hasta los años 1920 cuando una combinación de cambios económicos con una sequía acabó con la caza comercial.
La raza fue reconocida inicialmente por parte del United Kennel Club, luego, por el American Kennel Club, y en años recientes, por la Federación Cinológica Internacional y el Canadian Kennel Club.
Obtuvo su mayor popularidad entre los años 1920 y 1930, posteriormente el AWS se convirtió en el «estadounidense olvidado» (forgotten american) por mucho tiempo. No obstante, la tenacidad de fans de esta raza ha permitido mantener un razonable número de ejemplares, de manera de proteger de la extinción a esta raza de perro. El club de American Water Spaniel estima que hay 3000 ejemplares en América del Norte. El American Kennel Club registró 34 camadas en el 2006 y 53 en el 2005.
El perro de agua americano es probablemente una de las principales razas que contribuyeron al desarrollo del Boykin Spaniel.

## Apariencia

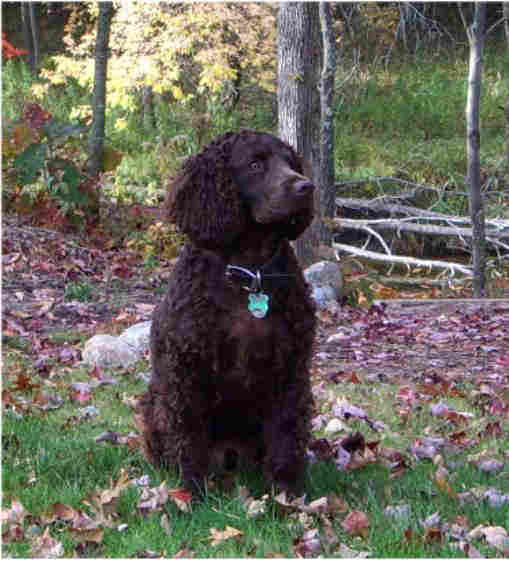
Perro de agua americano.

El estándar del FCI es el mismo del American Kennel Club. Este señala que el American Water Spaniel tiene una talla que va desde los 36 a 46 cm (15 a 18 pulgadas) y pesan de 11 a 20 kg (25 a 45 libras). Algunos alcanzan una altura de 50 cm y un peso de 23 kg. Esto no los descalifica pero les cuesta puntos.
Posee un pelaje que puede fluctuar de extremamente rizado a ondas uniformes y tiene una capa densa interna de pelo bien adaptado para resistir el agua fría y el tiempo inclemente. Es un perro de color hígado, marrón, o chocolate. El estándar acepta puntos blancos sobre las patas y el pecho.
El AWS tiene una cola bien formada y algo compacta en tamaño, bien proporcionada, que le da un buen balance al correr y servirle de timón cuando nada.
El estándar de la FCI dice que su cabeza es amplia y sus ojos son de color caramelo, chocolate o de un amarillento oscuro que armonice con el pelaje. Los ojos de color amarillo brillante son una falta eliminatoria. Posee unas orejas de tamaño mediano y pelo largo.

## Temperamento
Como la mayoría de las razas de spaniels, el American Water Spaniel es amistoso, activo e inteligente. Es afable y deseoso de complacer pero puede ser destructivo si se aburre. Los aficionados de la raza dicen que tiene un gran apetito. Esta raza es también muy protectora de su dueño y puede ser un buen animal de compañía. En la vejez este perro puede llegar a ser un poco temperamental, aunque no es agresivo.

## Salud
Aunque no hay enfermedades específicas que afecten al American Water Spaniel y, general se le considera un perro muy saludable, éste no está libre de problemas relativos a su salud.
Entre las enfermedades que pueden aquejarlo, puede mencionarse: problemas cardíacos, cáncer, displasia de cadera, diabetes, alergias, hipotiroidismo, distrofia folicular, epilepsia, y cataratas.